# Festival du film d'Ostende
Pour les articles homonymes, voir FFO.
Le Festival du film d'Ostende ou FFO (en néerlandais : Filmfestival Oostende)  est un festival de cinéma organisé tous les ans à Ostende en Belgique.

## Prix décernés
Ensor 2018
1. Meilleur film : Le Fidèle par Michaël R. Roskam
2. Meilleure direction de film (Film) : Michaël R. Roskam pour Le fidèle
3. Meilleur scénario (Film) : Sahim Omar Kalifa et Jean-Claude van Rijckeghem dans Zagros
4. Meilleur acteur (Film) : Matthias Schoenaerts dans Le fidèle
5. Meilleure actrice (Film) : Natali Broods dans Façades
6. Meilleur direction de la photographie (Film) : Nicolas Karakatsanis dans Le Fidèle'
7. Best Production Design (Film) : Geert Paredis, Kristin Van Passel et Mariel Hoevenaars pour Le Fidèle'
8. Meilleure musique (Film) : Liesa van der Aa pour la bande originale de Cargo
9. Meilleur monteur (Film) : Alain Dessauvage pour Le Fidèle
10. Meilleur documentaire : Rabot par Christina Vandekerckhove
11. Meilleur film de jeunesse : Rosie & Moussa par Dorothée Van Den Berghe
12. Meilleure série télévisée : Tabula rasa par Kaat Beels et Jonas Govaerts
13. Meilleur scénario (TV series) : Malin-Sarah Gozin, Veerle Baetens et Christophe Dirickx pour la série Tabula rasa
14. Meilleure Direction (TV series) : Kaat Beels et Jonas Govaerts pour Tabula rasa
15. Meilleur acteur (TV series) : Peter Van den Begin dans Tabula rasa
16. Meilleure actrice (TV series) : Veerle Baetens dans Tabula rasa
17. Best Box – Office : FC Kampioenen 3 pour Forever
18. Best National Debute : Girl par Lukas Dhont
19. Telenet Audience Award : Patser par Adil El Arbi et Bilall Fallah
20. International Breakthrough of the Year : Jakob Verbruggen